# Чибисов, Максим Николаевич
Макси́м Никола́евич Чи́бисов (28 августа 1906[1]Пущино[d][1]- 27 марта 1989[1], Москва[1]) — советский военный лётчик, генерал-майор авиации.

## Биография
Родился 15 (28) августа 1906 года в деревне Пущино Серпуховского района Московской области (позже деревня вошла в состав наукограда Пущино).
В РККА с 1928 года. С октября 1928 года — курсант, а с сентября 1929 года — младший командир полковой школы 1-го радиополка Московского военного округа. В октябре 1930 года уволен в запас, где состоял до ноября 1931 года.
В мае 1931 года поступил в 1-ю Военную школу морских лётчиков имени Мясникова в посёлке Кача, которую окончил в сентябре 1932 года. Тогда же принят на должность лётчика-инструктора этой школы. Проработал до августа 1934 года.
С августа 1934 года — командир звена 10-й морской дальнеразведывательной авиационной эскадрильи. С декабря 1936 года — командир отдельного отряда 11-й, а с декабря 1937 года — 12-й морской ближнеразведывательной авиационной эскадрильи Особой Краснознамённой Дальневосточной армии, Амурской военной флотилии. В это время переходит в военно-морской флот. С июня 1938 по январь 1940 года — командир 177-го авиационного полка Амурской военной флотилии.
С января 1940 года по август 1941 года обучался на военно-авиационном факультете Военно-морской академии имени К. Е. Ворошилова.
В годы Великой Отечественной войны принимал активное участие в борьбе с немецко-фашистскими захватчиками в должности заместителя командира авиабригады ВВС Краснознаменного Балтийского флота в городе Таллине и в блокадном Ленинграде (1941—1942 годы). Был командиром авиабригады (дивизии) ВВС ТОФ; командиром авиационной группы специального назначения по перегонке гидросамолетов «Каталина» из США в СССР (1944-45 годы).
После войны — командир 19-й авиационной минно-торпедной дивизии; начальник Управления полярной авиации; старший преподаватель кафедры истории войн и военного искусства Военной академии генерального штаба Вооружённых сил.
С 1954 по 1957 годы был начальником 16-го минно-торпедного военно-морского авиационного училища, а также начальником гарнизона города Камышина, депутатом Камышинского городского совета народных депутатов.
С 1957 по 1964 годы — заместитель начальника кафедры в Высшей военно-дипломатической академии. С этой должности в 1964 году ушел в запас и 16 лет работал во ВНИИ ВВС научным сотрудником.

## Награды
Имеет следующие государственные награды:
- два ордена Ленина (1945);
- четыре ордена Красного Знамени (1945, 1949, 1950, 1952);
- орден Отечественной войны I степени (1985);
- три ордена Красной Звезды (оба — 1944);
- медаль «За оборону Ленинграда»;
- медаль «За победу над Германией в Великой Отечественной войне 1941—1945 гг.».

## Память
В городе Пущино открыта мемориальная доска, в 2023 г. на территории гимназии "Пущино" открыт памятник.